# Койнадугу (окръг)
Койнадугу (на английски: Koinadugu) е един от 12-те окръга на Сиера Леоне. Разположен е в северната провинция на страната и граничи с Гвинея. Столицата на окръга е град Кабала – един от главните градове в Северна Сиера Леоне. Площта на Койнадугу е 6353 км², а населението е 409 372 души (по преброяване от декември 2015 г.).

## Демография
Населението на окръга е около 270 000 души според данните от 2004. Той е един от етнически най-разделените окръзи на Сиера Леоне. Най-голяма част от населението е от етническите групи темне, мандинго, фула, лимба, куранко и др.

## Икономика
Главните икономчески активности в Койнадуго са диамантено минно дело и земеделие, като най-масово отглежданите култури са ориз, манго, какао и кокос.